# Michoacán, La Trinitaria
Michoacán är en ort i Mexiko.   Den ligger i kommunen La Trinitaria och delstaten Chiapas, i den sydöstra delen av landet, 800 km öster om huvudstaden Mexico City. Michoacán ligger 1 564 meter över havet och antalet invånare är 574.
Terrängen runt Michoacán är platt åt nordost, men åt sydväst är den kuperad. Terrängen runt Michoacán sluttar söderut. Runt Michoacán är det ganska glesbefolkat, med 42 invånare per kvadratkilometer. Närmaste större samhälle är Comitán, 13,0 km nordväst om Michoacán. I omgivningarna runt Michoacán växer huvudsakligen savannskog.